# Bartuška
Bartuška ist ein litauischer männlicher Familienname.

## Weibliche Formen
- Bartuškaitė (ledig)
- Bartuškienė (verheiratet)

## Namensträger
- Jan Bartuška (1908–1970), tschechischer Jurist, kommunistischer Funktionär und Politiker
- Vincas Bartuška (Fußballspieler) (1901–1988), litauischer Fußballspieler
- Vincas Bartuška (1917–2010), litauischer Kirchenrechtler, Professor für Kanonisches Recht, Apostolischer Protonotar und Monsignore